# Dekanat Urzędów
Dekanat Urzędów – jeden z 28 dekanatów w rzymskokatolickiej archidiecezji lubelskiej.

## Parafie
W skład dekanatu wchodzi 8 parafii:
- parafia Najświętszego Serca Pana Jezusa – Boby
- parafia Zwiastowania Pańskiego – Boiska
- parafia św. Stanisława i św. Marii Magdaleny – Dzierzkowice
- parafia MB Królowej Polski i św. Marcina – Grabówka
- parafia Narodzenia NMP – Księżomierz
- parafia Trójcy Przenajświętszej – Popkowice
- parafia św. Małgorzaty – Świeciechów
- parafia św. Mikołaja – Urzędów

## Sąsiednie dekanaty
Bełżyce, Kraśnik, Opole Lubelskie, Ożarów (diec. sandomierska), Zaklików (diec. sandomierska), Zawichost (diec. sandomierska)